# Peter Procter
Peter Procter is een Australisch waterskiër.

## Levensloop
Procter werd in 2015 wereldkampioen in de Formule 1 van het waterski racing.

## Palmares
- Wereldkampioenschap: 2015